# Lactuca taraxacifolia
Lactuca taraxacifolia là một loài thực vật có hoa trong họ Cúc. Loài này được Khalk. mô tả khoa học đầu tiên năm 1974.